# Stanislas Bouvier
Pour les articles homonymes, voir Bouvier.
Stanislas Bouvier est un peintre, dessinateur et affichiste français né le 16 mai 1958 à Paris.

## Biographie
Descendant par son père de la famille Flammarion, et par sa mère du compositeur et chef d’orchestre Georges Martin Witkowski, Stanislas Bouvier grandit au sein d’une famille où la littérature et l’art tiennent une place prépondérante. À l’école Met de Penninghen de Paris, il est l’élève de Roman Cieslewicz, avec lequel il tisse des liens d’amitié.
Son travail de dessinateur le conduit à collaborer avec la presse française et étrangère (Le Monde, Libération, Marie Claire, Courrier international, le Sunday Times Magazine, le New Yorker, Le Temps), ainsi qu’avec l’édition.  
Il réalise des affiches pour le Centre Pompidou, le Théâtre national de la Commune, Le Printemps des poètes et, depuis trente ans, pour le Festival international du film de La Rochelle.
Stanislas Bouvier réside à Paris et en Normandie où, parallèlement à sa carrière d’affichiste et d’illustrateur, il se consacre à la peinture et au dessin. Ses œuvres accompagnent des textes d’écrivains, tels Mia Couto, Anne Wiazemsky, André Tubeuf ou Gérard Macé.
Les éditions La Pionnière publient un recueil de ses poèmes et dessins, Entre loup et chien.
Une série de 15 fusains illustre les textes du numéro 48 de la revue Nunc.
Les questions de style que pose le langage pictural et graphique sont au cœur de sa recherche.
Dans son livre Mystica Stéphane Barsacq souligne la place que l’œuvre de Stanislas Bouvier occupe dans le paysage artistique :
« Aujourd’hui comme à chaque époque, il est des artistes de premier ordre : des sculpteurs, des peintres, des architectes, des écrivains qui ne participent pas de l’éphémère. Ce sont eux qui donneront le la dans quelque temps. On dira : ce furent les années Balthus, Bonnefoy, Jacottet, Jerphagnon, Christiane Rancé, Stanislas Bouvier, Pierre Edouard, etc. On s’apercevra alors que les rois d’un jour n’étaient que des mendiants – et l’inverse. »
— Stéphane Barsacq
Par ailleurs, passionné par le sens philosophique et esthétique d’œuvres cinématographiques marquantes, il écrit des articles pour les revues Commentaire et Positif.

## Œuvre

### Publications
- Le Costume d’Eve[6], texte d’Antoinette Brenet, éditions Hatier (1989)
- Les Visiteurs du soir[7], texte d’Anne Wiazemsky, éditions Desclée de Brouwer (2003)
- Le Chat et le Noir[8], texte de Mia Couto, éditions Chandeigne (2003)
- Fantaisies bucoliques[9], éditions L’Avant-Scène Théâtre (2005)
- Entre loup et chien[3], Stanislas Bouvier, textes et peintures, éditions La Pionnière (2007)
- Les Sept Péchés capitaux[10], éditions L’Avant-Scène Théâtre (2007)
- Les Amours du poète[11], texte d’André Tubeuf, éditions La Pionnière (2008)
- Homère au royaume des morts a les yeux ouverts[12], poèmes de Gérard Macé, éditions La Pionnière (2014) et Le Bruit du Temps (2015)
- Stanislas Bouvier, peintures et fusains, éditions La Pionnière (2017)
- Une robe noire, avec traîne, texte de Didier Blonde, éditions La Pionnière (2020)

### Principales expositions
- Paris, dessins de la revue Lire, exposition collective (1984)
- Caen, affiches, exposition collective avec Roman Cieslewicz (1985)
- Paris, Grand palais, Biennale Internationale de l’Affiche, exposition collective (1987)
- Paris, galerie Rohwedder, exposition personnelle (1991)
- Londres, V&A Museum, exposition collective (1992)
- La Rochelle, chapelle Saint Vincent de Paul, exposition personnelle (1997)
- Londres, Rebecca Hossack Gallery, dessins du Sunday Times Magazine, exposition collective (1999)
- Vichy, médiathèque Valéry Larbaud, exposition personnelle et conférence sur l’art de l’illustration et de l’affiche (2007)
- Saint-Ouen, Espace 1789, Quand le graphisme fait corps, affiches, exposition collective (2008)
- La Rochelle, la Coursive, exposition personnelle (2015)
- Paris, galerie Francis Barlier, peintures et dessins, exposition personnelle (2017)
- La Rochelle, gare SNCF, affiches du Festival International du Film, rétrospective (2018)

### Prix
- Award WHSmith, prix de la meilleure illustration de l’année parue dans la presse Anglaise (Sunday Times Magazine, 1992)